# Hans-Valentin Hube
Hans-Valentin Hube (Naumburg, 29 ottobre 1890 – Ainring, 21 aprile 1944) è stato un generale tedesco.
Valoroso combattente della prima guerra mondiale durante la quale rimase mutilato di una mano, proseguì la carriera militare e durante la seconda guerra mondiale ebbe importanti incarichi di comando alla testa di reparti corazzati della Wehrmacht. Molto apprezzato dallo stesso Adolf Hitler per la sua rude combattività, Hube godeva anche della fiducia e della stima dei suoi soldati, da cui era soprannominato "der mensch" (l'uomo). Fino alla morte, avvenuta il 21 aprile 1944 per un incidente aereo, si distinse soprattutto sul fronte orientale dove prese parte alla tragica battaglia di Stalingrado, e durante la breve campagna in Sicilia che condusse con abilità riuscendo ad evacuare gran parte delle sue forze. Ufficiale molto energico e dalla estrema risolutezza, ottenne l'altissima decorazione al valore della croce di cavaliere della croce di ferro con foglie di quercia, spade e diamanti e fu citato tre volte nel Wehrmachtbericht il 17 agosto 1943, il 31 gennaio e il 9 aprile 1944.

## Biografia

### Gli inizi e la prima guerra mondiale
Nato a Naumburg il 29 ottobre 1890, il giovane Hans-Valentin Hube intraprese la carriera militare come ufficiale cadetto nel Fürst Leopold von Anhalt-Dessau Infanterie-Regiment n. 26, un reparto di fanteria prussiana dell'esercito tedesco dislocato a Magdeburgo, dove ebbe modo di distinguersi venendo promosso il 22 agosto 1910, dopo diciotto mesi di servizio, al grado superiore di leutnant.
Nell'agosto 1914, all'inizio della prima guerra mondiale, Hube prese parte con il suo battaglione alle prime fasi dei combattimenti sul fronte occidentale; il 20 settembre 1914 venne gravemente ferito durante uno scontro a Fontenay; dovette subire l'amputazione della mano sinistra e venne evacuato in patria per un lungo periodo di cure e riabilitazione. Nonostante la mutilazione, Hube rientrò in servizio attivo sul fronte occidentale nel dicembre 1915 e prese il comando, con il grado di oberleutnant, di una compagnia di fanteria impegnata in linea nella logorante guerra di trincea. In riconoscimento del suo servizio durante la battaglia della Somme ricevette nel 1916 la Croce di Ferro di I classe mentre l'anno seguente venne promosso capitano e nel 1918 gli fu assegnata la Croce di Cavaliere dell'Ordine di Hohenzollern con spade. Hube fu costantemente impegnato in prima linea con i suoi uomini; prese parte ai primi combattimenti contro i carri armati britannici, subì anche un attacco con i gas e dovette essere trasferito in ospedale nelle retrovie. Per il valore dimostrato in azione venne proposto per l'assegnazione della decorazione Pour le Mérite, il più alto riconoscimento al merito concesso dalla Germania imperiale, ma la prima guerra mondiale terminò l'11 novembre 1918 prima che fosse accolta dall'alto comando tedesco la proposta presentata dai suoi superiori.
Dopo la fine della Grande Guerra Hube era intenzionato a rimanere nel nuovo esercito tedesco, la Reichswehr, formata da soli 100.000 soldati, ma, a causa della sua mutilazione, la sua richiesta di prestare servizio venne inizialmente respinta; Hube tuttavia non rinunciò a rimanere nell'esercito; dimostrò la sua determinazione e la sua tenace volontà di superare le limitazioni dovute al suo handicap e infine venne inserito nella Reichswehr come comandante di compagnia. Hube migliorò l'efficienza del reparto assegnatogli sviluppando soprattutto l'addestramento realistico e la preparazione fisica dei soldati; in questa periodo egli scrisse anche un manuale sul combattimento di fanteria che venne molto apprezzato e promosse l'addestramento della fanteria nella lotta anticarro e nel combattimento ravvicinato.
Nel 1928 venne assegnato per le qualità dimostrate alla scuola di guerra di Dresda, e nel 1932, dopo essere stato promosso maggiore, assunse il comando del I battaglione della 3º Reggimento di fanteria in Prussia Orientale; nel 1934 venne promosso tenente colonnello e il 1º maggio 1935 fu assegnato alla direzione della scuola di fanteria di Döberitz.

### Sul fronte orientale nella seconda guerra mondiale
All'inizio della seconda guerra mondiale, Hube non ricevette incarichi attivi durante la campagna di Polonia e venne invece nominato al comando del suo vecchio reparto, il 3º Reggimento di fanteria, che era schierato sul fronte occidentale; durante il periodo della "strana guerra" sviluppò l'addestramento dei suoi uomini, attivando esercitazioni estremamente realistiche che suscitarono alcune critiche da parte dei comandi superiori per gli eccessivi rischi corsi dai soldati.
Durante la campagna di Francia Hans Hube venne promosso maggior generale e ricevette, a partire dal 14 maggio 1940, il comando della 16ª Divisione fanteria, inquadrata nel Panzergruppe Kleist, il principale raggruppamento mobile tedesco incaricato di effettuare lo sfondamento decisivo del fronte alleato. Hube condusse la sua divisione, che faceva parte della seconda schiera del gruppo corazzato, attraverso la Francia settentrionale fino alle coste della Manica; nella seconda parte della campagna, Fall Rot, la 16ª Divisione fanteria avanzò in Lorena fino a Mirecourt dove Hube ricevette, due giorni prima dell'armistizio, la resa delle truppe del generale Jean Flavigny.
Dopo la vittoria tedesca ad occidente la Wehrmacht procedette ad un'ampia riorganizzazione delle sue forze e a un ampliamento del numero delle formazioni corazzate; nel quadro di questo programma Hube ricevette l'incarico di costituire, con i quadri e alcuni reparti della 16ª Divisione fanteria, la nuova 16. Panzer-Division. Questa grande unità, rinforzata con l'arrivo di un esperto reggimento di carri appartenente in precedenza alla 1. Panzer-Division, venne ufficialmente costituita, sotto il comando di Hube, il 1º novembre 1940 e in dicembre venne subito trasferita in Romania per supportare il nuovo governo locale filo-tedesco e svolgere compiti di addestramento dell'esercito rumeno. Durante la breve campagna dei Balcani della primavera 1941 Hube e la sua divisione non vennero impiegati attivamente nelle operazioni; la 16. Panzer-Division rimase in riserva a disposizione dell'armata del feldmaresciallo Wilhelm List ma non entrò in combattimento.

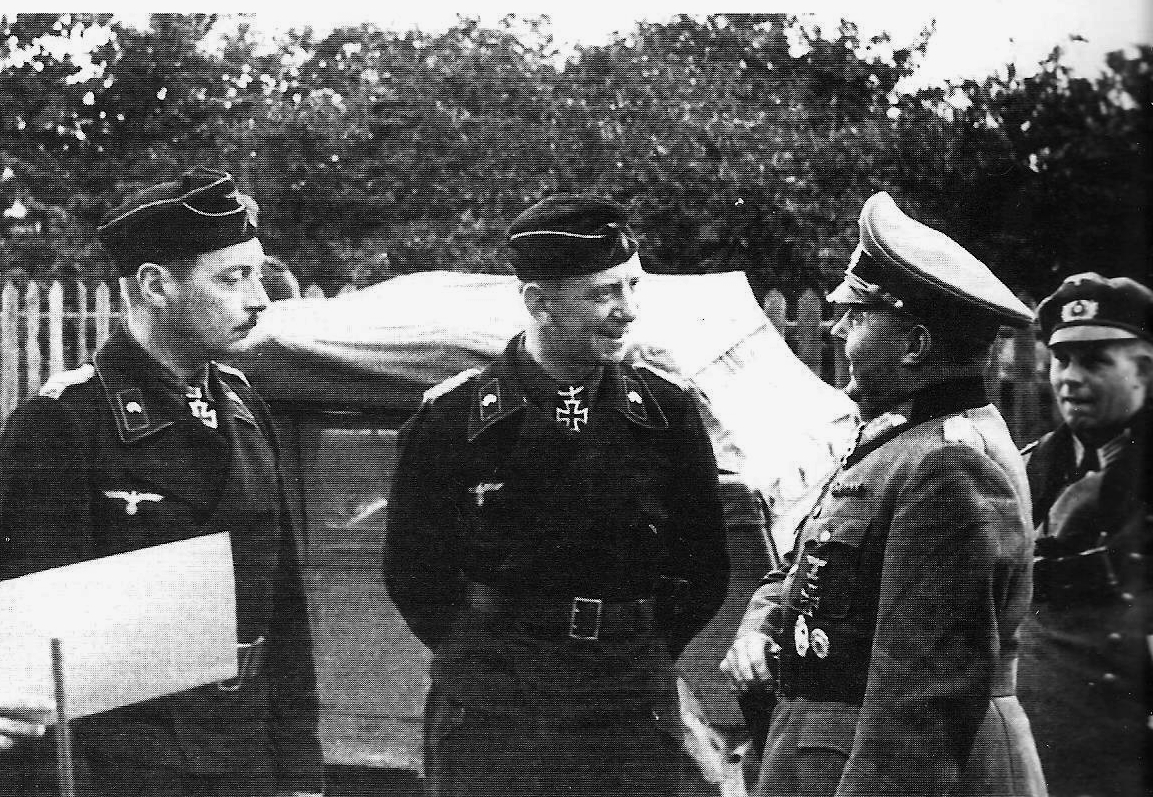
Hans Hube, a destra, insieme a due dei suoi ufficiali più preparati; al centro il colonnello Rudolf Sieckenius, a sinistra il maggiore Hyazinth Graf Strachwitz; fronte orientale estate 1941.

La 16. Panzer-Division ebbe invece un ruolo di grande importanza fin dall'inizio della gigantesca operazione Barbarossa, il 22 giugno 1941; Hans Hube venne posto alle dipendenze del 48º Panzerkorps del generale Werner Kempf, a sua volta inquadrato nel Panzergruppe 1 del generale Ewald von Kleist, una grande concentrazione di carri armati che aveva la missione di sfondare le difese di frontiera nel settore meridionale del fronte e invadere l'Ucraina. In questa area l'Armata Rossa aveva concentrato un gran numero di formazioni corazzate che contrattaccarono confusamente fin dai primi giorni per cercare di fermare l'avanzata tedesca; i panzer furono quindi duramente contrastati. La battaglia di Brody-Dubno vide impegnate fino alla fine del mese di giugno tutte le unità del generale von Kleist e la 16. Panzer-Division svolse un ruolo decisivo; Hube diresse con grande efficacia l'azione dei suoi reparti sul campo di battaglia; i panzer della divisione rivendicarono la distruzione di quasi 300 carri armati sovietici. Dopo questo primo brillante successo, Hube continuò l'avanzata verso est incontrando però ancora aspra resistenza; a Starokonstantinov (in ucraino Starokostjantyniv) alcuni reparti si trovarono in difficoltà, infine il 9 luglio 1941 la 16. Panzer-Division superò la linea Stalin a Ljubar da dove poté partecipare alla grande battaglia di Uman' che si concluse con una netta vittoria tedesca. Per il valore dimostrato in queste prime battaglie dell'operazione Barbarossa Hans Hube ricevette la Croce di cavaliere della croce di ferro il 1º agosto 1941; ricevettero la stessa decorazione anche due dei suoi più abili comandanti di carri: il maggiore Hyazinth von Strachwitz e il colonnello Rudolf Sieckenius.
Hube, dopo la conclusione della battaglia di Uman', riprese l'avanzata e la 16. Panzer-Division marciò a sud raggiungendo le coste del Mar Nero e occupando di sorpresa il 16 agosto l'importante porto di Nikolaev; subito dopo la formazione, sempre dipendente dal 48º Panzerkorps, prese parte alla grande battaglia della sacca di Kiev. Hube condusse personalmente dalle prime linee l'azione delle sue colonne corazzate che, avanzando da sud verso nord, misero in pericolo le retrovie delle forze sovietiche in combattimento intorno alla capitale ucraina. Il 10 settembre 1941 venne superato il Dniepr, Hube continuò verso nord, occupò Lubny e raggiunse il 14 settembre Lokhvitsa dove i suoi soldati si congiunsero, dopo duri combattimenti, con gli elementi di testa della 3. Panzer-Division del generale Walter Model che era discesa da nord; in questo modo venne definitivamente chiusa la sacca e furono intrappolate cinque armate sovietiche che vennero in gran parte distrutte.
Dopo la grande vittoria in Ucraina, il Gruppo d'armate Sud del feldmaresciallo Gerd von Rundstedt riprese l'avanzata verso est e invase la Crimea e il Donbass; Hube guidò la sua divisione, trasferita alla dipendenze del 14º Panzerkorps, fino al Donec, mentre altri reparti corazzati tedeschi marciavano in direzione di Rostov sul Don. Nonostante le perdite tuttavia i sovietici furono in grado, a novembre 1941, di rafforzare le loro posizioni e contrattaccare; i tedeschi subirono le prime sconfitte; dovettero evacuare Rostov e ripiegare. Hube fu impegnato durante i critici mesi invernali in una difficile battaglia difensiva sulle posizioni raggiunte che costò molte perdite. Il 16 gennaio 1942 il generale ricevette, in riconoscimento del valore dimostrato, le foglie di quercia per la Croce di cavaliere. 

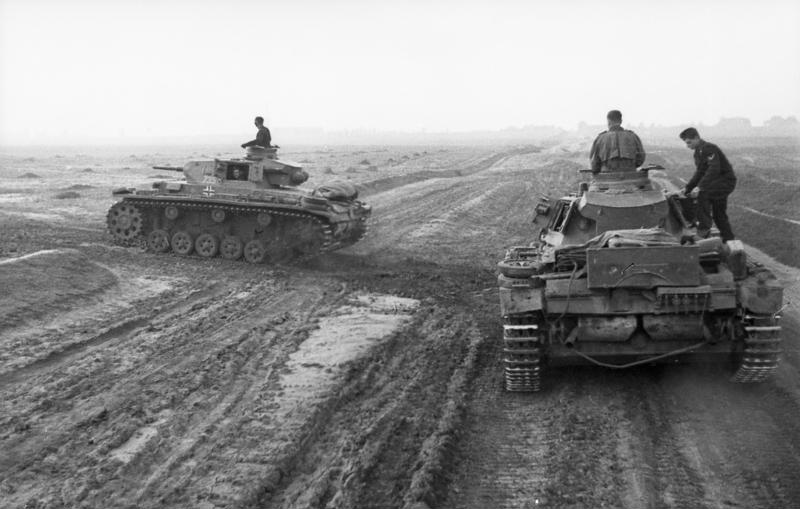
Carri armati Panzer III della 16. Panzer-Division del generale Hube in avanzata nella steppa ucraina.

Hube rimase al comando della 16. Panzer-Division anche all'inizio della seconda offensiva estiva tedesca all'est nel 1942; egli guidò la sua formazione corazzata, che era stata riorganizzata dopo le elevatissime perdite dell'inverno e rinforzata con panzer ultimo modello, nel corso della sanguinosa seconda battaglia di Char'kov che si concluse il 28 maggio 1942 con una schiacciante vittoria della Wehrmacht. I panzer della 16. Panzer-Division, inquadrati nel Gruppo d'armate Sud del feldmaresciallo Fedor von Bock, svolsero un ruolo decisivo nella battaglia e Hube contribuì a chiudere l'accerchiamento di due armate sovietiche che vennero distrutte.
Nella successiva operazione Blu nel luglio 1942 Hube, promosso tenente generale dal 1º aprile 1942, continuò a dirigere le difficili operazioni offensive in direzione del fiume Don della 16. Panzer-Division con grande risolutezza; spesso presente con il suo veicolo di comando sulla linea del fuoco in prima linea, mostrò freddezza e coraggio, venendo anche coinvolto in pericolosi scontri ravvicinati con i mezzi corazzati sovietici. Il generale era rispettato dai suoi soldati che lo avevano soprannominato "Papà Hube" o "Der mensch" (l'uomo) e avevano piena fiducia nelle sue capacità; Hube era brusco e rigoroso ma era apprezzato dai suoi uomini ed anche dagli ufficiali superiori per la sua lucida valutazione della situazione, la sua sincerità e la sua solidità di carattere. In questa fase la 16. Panzer-Division di Hube entrò a far parte della 6ª Armata del generale Friedrich Paulus di cui divenne l'elemento corazzato di punta.
L'obiettivo della 6ª Armata era l'importante città di Stalingrado; le unità corazzate del generale Hube iniziarono il 23 luglio 1942 l'Operazione Fischreiher, l'avanzata nella steppa verso il Don e il Volga, e affrontarono duri combattimenti contro le riserve di carri armati che il comando dell'Armata Rossa aveva fatto intervenire per cercare di bloccare la marcia del nemico. Hube diresse con abilità le sue formazioni in una serie di confuse e violente battaglie di carri a ovest del Don che si prolungarono fino alla metà del mese di agosto e che terminarono con la vittoria dei tedeschi. La 6ª Armata raggiunse il fiume il 21 agosto e riuscì a costituire una preziosa testa di ponte a est del fiume da cui il generale Paulus intendeva spingere i panzer direttamente verso Stalingrado. Il 23 agosto 1942 iniziò la fase finale dell'avanzata verso il Volga; Hube era presente nelle unità di testa della 16. Panzer-Division e controllò personalmente la rapida progressione dei suoi panzer attraverso la steppa; le operazioni si conclusero al termine della giornata con un brillante e apparentemente decisivo successo; le avanguardie meccanizzate della 16. Panzer-Division raggiunsero, dopo aver superato una debole opposizione, il Volga alla periferia settentrionale di Stalingrado e si prepararono ad attaccare la città.
In realtà la battaglia di Stalingrado era appena cominciata; dal 24 agosto 1942 Hube dovette affrontare una serie di contrattacchi contro le sue unità avanzate fino al Volga. La 16. Panzer-Division era quasi isolata e mancava di carburante; la divisione venne contrastata a sud, non riuscì ad avanzare nella periferia settentrionale della città e venne attaccata da nord dove altre forze sovietiche sferrarono una serie di assalti. In un primo momento la situazione apparve molto critica; il generale Gustav von Wietersheim, comandante del 14º Panzerkorps da cui dipendeva la 16. Panzer-Division, si mostrò molto pessimista e propose all'alto comando di abbandonare le posizioni raggiunte sul Volga e ripiegare, ma il generale Paulus decise di perseverare; il generale von Wietersheim venne destituito e il 15 settembre 1942 Hube assunse il comando del 14º Panzerkorps con l'ordine di mantenere a tutti i costi le posizioni raggiunte sul fiume a nord di Stalingrado.

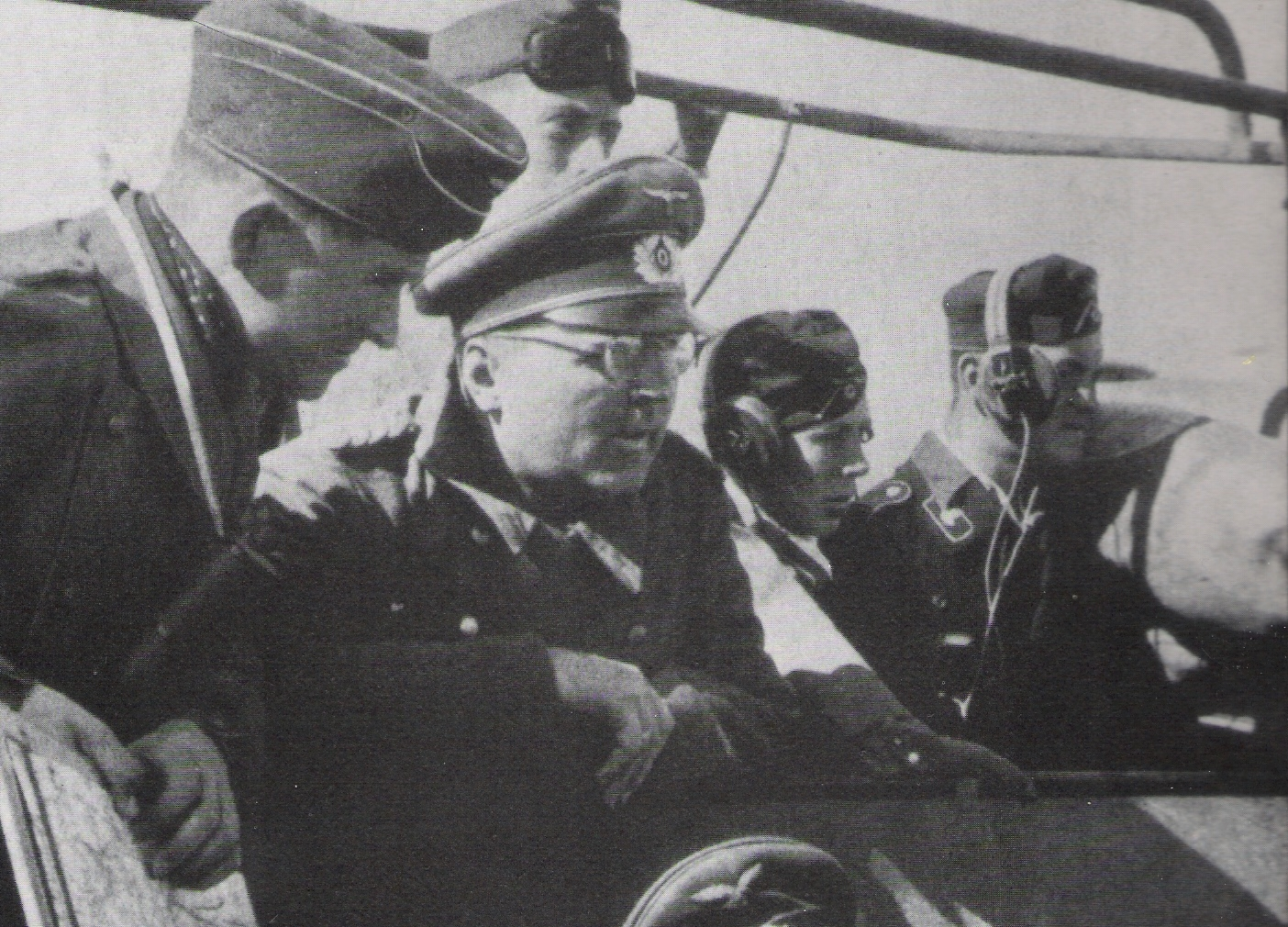
23 agosto 1942: Hans Hube dirige l'avanzata delle formazioni corazzate della 16. Panzer-Division verso Stalingrado.

Nel frattempo altre divisioni della 6ª Armata si erano avvicinate alla periferia occidentale di Stalingrado, mentre da sud erano giunte le truppe meccanizzate del generale Hermann Hoth; il 13 settembre 1942 aveva avuto inizio la cruenta fase dei combattimenti all'interno del vasto agglomerato urbano della città. Hube fu impegnato per settimane con le sue formazioni del 14º Panzerkorps soprattutto a difendere le posizioni raggiunte sul Volga e a coprire il fianco settentrionale della 6ª Armata nel cosiddetto "corridoio Don-Volga" che in settembre e ottobre venne ripetutamente attaccato dalle riserve dell'Armata Rossa che tentavano di accorrere in aiuto della guarnigione sovietica asserragliata all'interno di Stalingrado. Hube organizzò un efficace schieramento difensivo anticarro sfruttando le alture e i vasti campi di tiro disponibili e i sovietici furono ripetutamente respinti con pesanti perdite; il territorio del "corridoio" venne solidamente sbarrato dal 14º Panzerkorps mentre il grosso della 6ª Armata era impegnato negli sfibranti scontri all'interno di Stalingrado. Le formazioni di Hube tuttavia subirono a loro volta un forte logoramento; fu impossibile per il comando tedesco ritirare dietro il Don le sue forze mobili per ricostituire una riserva; alla vigilia della controffensiva invernale sovietica Hube disponeva di una divisione corazzata e due divisioni motorizzate con appena 84 carri armati Panzer III e Panzer IV in totale.
L'operazione Urano, iniziata dai sovietici il 19 novembre 1942, colse di sorpresa gli alti comandi e le truppe tedesche nel settore di Stalingrado ed ebbe subito uno sviluppo disastroso per la 6ª Armata le cui linee di comunicazione vennero minacciate dalla profonda avanzata dei corpi corazzati dell'Armata Rossa. Fu solo al termine della giornata che il comando tedesco diramò i primi ordini urgenti per sospendere gli attacchi nella città e disimpegnare forze mobili per contrastare l'avanzata nemica. Il generale Hube ricevette quindi la disposizione di concentrare tutte le forze corazzate disponibili del 14º Panzerkorps e dirigere subito a ovest del Don per proteggere le retrovie della 6ª Armata e contrattaccare. La situazione delle truppe tedesche era molto più difficile del previsto e Hube, intralciato dalla carenza di carburante, dalla confusione delle retrovie, dalla mancanza di informazioni precise e dalla debolezza delle sue forze, raggiunse e attraversò il Don con ritardo. Dal 21 novembre 1942 le sue Panzer-Division, frammentate in piccoli kampfgruppen, furono attaccate dai corpi carri e meccanizzati sovietici in arrivo da nord e furono pesantemente sconfitte senza riuscire a fermare o rallentare le principali colonne corazzate nemiche che poterono completare con pieno successo la grande manovra d'accerchiamento. Entro pochi giorni il generale dovette passare sulla difensiva per coprire la ritirata dei numerosi reparti sbandati; egli e i suoi ufficiali mostrarono grande preoccupazione e pessimismo per la sorte dell'armata. Il 26 novembre 1942 Hube ricevette l'ordine di ripiegare con il 14º Panzerkorps di nuovo a est del Don per ricongiungersi con resto della 6ª Armata che era ormai accerchiata nella sacca di Stalingrado.
Il generale Paulus aveva già richiesto l'autorizzazione all'alto comando di abbandonare le posizioni sul Volga e ritirare l'armata verso ovest per cercare di ricollegarsi con il fronte principale tedesco; Hube, insieme agli altri quattro comandanti dei corpi d'armata accerchiati, condivideva le valutazioni del comandante dell'armata e riteneva che fosse indispensabile ripiegare, ma gli ordini del Führer furono completamente diversi. Hitler prescrisse alla 6ª Armata di rimanere ferma, organizzare la difesa della sacca in tutte le direzioni e attendere il soccorso dall'esterno; la Luftwaffe avrebbe assicurato i rifornimenti per via aerea. La 6ª Armata quindi rimase accerchiata e Hube ebbe il comando con il 14º Panzerkorps del settore più esposto agli attacchi sovietici; il cosiddetto "naso" di Marinovka sul lato occidentale della sacca. Il 10 dicembre 1942 Hube ricevette anche l'incarico di concentrare tutti i panzer ancora disponibili e preparare un eventuale sortita dalla sacca verso ovest per effettuare il ricongiungimento con le colonne di soccorso che dal 12 dicembre 1942 il generale Hoth fece avanzare per cercare di sbloccare l'armata; Hube poté concentrare nel 14º Panzerkorps solo 60 mezzi corazzati con carburante sufficiente solo per percorrere 20-30 chilometri.
Nell'ultima settimana di dicembre 1942 la situazione della 6ª Armata peggiorò in modo irreversibile: i rifornimenti aerei della sacca si dimostrarono del tutto insufficienti e la colonna di soccorso venne bloccata dall'accanita resistenza sovietica. Dopo lunghe e drammatiche discussioni tra gli alti comandi, il generale Paulus decise di rinunciare alla rischiosa sortita dalla sacca delle deboli forze che il generale Hube aveva potuto raggruppare a Marinovka.

### Da Stalingrado alla Sicilia
Il 29 dicembre 1942 Hans Hube uscì fuori dalla sacca in aereo e si recò al quartier generale di Hitler a Rastenburg per essere promosso general der Panzertruppen e ricevere la decorazione delle spade per la Croce di cavaliere, assegnatagli per il valore dimostrato nei combattimenti del 1942; il generale parlò direttamente con il Führer. Hube era giunto a Rastenburg con la ferma intenzione di illustrare con assoluta franchezza la situazione tragica dell'armata a Stalingrado e avvertire Hitler che in mancanza di aiuti e rifornimenti la catastrofe sarebbe stata inevitabile, ma il Führer riuscì in parte a rafforzare la fiducia del generale evocando grandiosi piani in preparazione per sferrare una nuova manovra controffensiva con l'intervento di potenti formazioni di Waffen-SS in arrivo dalla Francia. Hitler inoltre disse a Hube che il rifornimento aereo sarebbe stato molto potenziato; sembra che Hube in realtà cercò anche di convincere Hitler a cedere il comando supremo dell'esercito; il Führer criticò il pessimismo del generale che egli stimava soprattutto per la sua determinazione. Il 9 gennaio 1943 il generale ritornò in aereo nella sacca di Stalingrado dove ebbe un incontro con il generale Paulus al quale illustrò la posizione di Hitler e la sua certezza di poter ancora salvare l'armata; il comandante della 6ª Armata e altri ufficiali rimasero delusi e ritennero che Hube si fosse lasciato facilmente convincere dalle irrealizzabili promesse del Führer. 

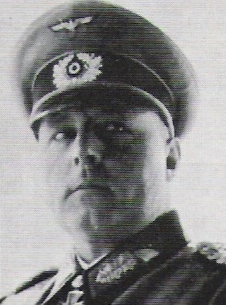
Hans-Valentin Hube nel 1942.

Il 10 gennaio 1943 l'Armata Rossa sferrò l'operazione Anello ed ebbe inizio la fase finale della battaglia di Stalingrado; la 6ª Armata, sempre più indebolita e isolata, cercò tenacemente di contrastare ancora l'offensiva generale sovietica; Hube diresse i combattimenti del 14º Panzerkorps che, schierato nella posizione più esposta del "naso" di Marinovka, subì gli attacchi più pesanti; egli riteneva suo dovere combattere fino all'ultimo insieme ai suoi soldati ed espresse la volontà di non sopravvivere alla disfatta dell'armata. Giunse invece dal quartier generale di Rastenburg l'ordine di Hitler ad Hube di lasciare immediatamente la sacca per via aerea per assumere nuovi incarichi; il Führer aveva deciso di salvare dalla morte o dalla prigionia alcuni dei migliori ufficiali della 6ª Armata. Hitler espresse ancora il suo apprezzamento per Hube che egli considerava il generale più combattivo tra gli ufficiali tedeschi della sacca. Il generale mostrò disappunto per la disposizione di Hitler e sembrò deciso ad ignorare gli ordini e rimanere con i suoi uomini a Stalingrado; tuttavia alla fine si convinse a partire in aereo il 18 gennaio 1943, egli forse sperava ancora poter indurre Hitler ad autorizzare una sortita finale della 6ª Armata. Hube raggiunse in volo Taganrog dove venne assegnato al nuovo quartier generale costituito dal feldmaresciallo Erhard Milch per potenziare l'inefficiente sistema di rifornimento aereo dell'armata isolata nella sacca. La situazione dei tedeschi era ormai senza speranza; la battaglia di Stalingrado terminò il 2 febbraio 1943 con la resa degli ultimi resti della 6. Armata; tutte le formazioni del 14º Panzerkorps furono completamente distrutte. Hube manifestò grande rammarico per la fine tragica delle truppe tedesche accerchiate e rivolse aspre critiche soprattutto ai comandanti della Luftwaffe che a suo parere, non essendo riusciti come promesso a rifornire la 6ª Armata per via aerea, avrebbero resero inevitabile la catastrofe; Hube in precedenza si era espresso in termini estremamente duri arrivando al punto di proporre di "uccidere un generale dell'aeronautica o due".
Hitler era deciso anche per scopi propagandistici a ricostituire rapidamente tutti i comandi e le divisioni distrutte a Stalingrado e quindi un nuovo 14º Panzerkorps venne organizzato nel marzo 1943 nella regione di Dnepropetrovsk e Zaporož'e, e in aprile venne trasferito all'ovest alle dipendenze del Gruppo d'armate D. Hans Hube venne incaricato il 3 marzo 1943 di prendere il comando e organizzare questo nuovo quartier generale in vista di un suo possibile impiego contro le potenze anglo-sassoni. Nel quadro del programma di rafforzamento della Wehrmacht nel teatro bellico mediterraneo dove la situazione dell'Asse era divenuta critica dopo la fine della campagna di Tunisia, il 19 maggio 1943 Hube ricevette l'ordine di trasferimento con il quartier generale del 14º Panzerkorps in Italia, dove venne schierato inizialmente in Calabria; prima di raggiungere la nuova assegnazione venne ricevuto personalmente da Hitler che lo avvertì di prestare la massima attenzione nei suoi rapporti con gli alti ufficiali italiani e non dare loro alcuna fiducia. Il Führer giunse al punto di raccomandare a Hube di evitare inviti dai generali italiani per timore che essi potessero ucciderlo o avvelenarlo. 
Il 10 luglio 1943 gli anglo-americani diedero inizio all'Operazione Husky, lo sbarco in Sicilia, e misero subito in grande difficoltà le truppe italo-tedesche del generale Alfredo Guzzoni; divenne essenziale quindi per evitare un crollo rovinoso delle difese trasferire importanti rinforzi tedeschi nell'isola. Il 16 luglio 1943 Hube ricevette nuovi ordini dal feldmaresciallo Albert Kesselring, comandante supremo tedesco del teatro meridionale; egli avrebbe dovuto trasferire il suo 14º Panzerkorps in Sicilia e assumere il comando in capo di tutte le forze tedesche impegnate nell'isola, in quel momento al comando del generale Fridolin von Senger und Etterlin; in quello stesso giorno Hitler ordinò il potenziamento delle difese antiaeree nella zona dello stretto di Messina e il 18 luglio autorizzò il trasferimento in Sicilia della 29. Panzergrenadier-Division. Hube quindi ebbe a disposizione per la difesa due divisioni panzergrenadier, una divisione corazzata e una divisione paracadutisti; inoltre egli venne anche nominato, su proposta del feldmaresciallo Erwin Rommel, responsabile generale di tutte le unità antiaeree presenti in Sicilia, nonostante l'opposizione di Hermann Göring che avrebbe preferito che l'incarico fosse assegnato al generale della Luftwaffe Rainer Stahel.
Hube assunse subito la direzione delle operazioni di tutte le forze dell'Asse in Sicilia e mostrò grande energia e risolutezza nei primi colloqui con il generale Guzzoni a cui apparve rigido, molto determinato e poco propenso alla collaborazione; il generale italiano lo descrisse come "un guerriero teutonico che ha messo da parte corazza, spada e scudo". Il generale tedesco chiarì subito che, secondo gli ordini di Hitler, avrebbe agito di propria iniziativa e che avrebbe assunto il controllo delle operazioni contro gli Alleati.
Le truppe tedesche in Sicilia erano in netta inferiorità numerica e materiali nei confronti del corpo di spedizione alleato del generale Dwight Eisenhower che inoltre disponeva di una schiacciante superiorità aerea, ma Hube riuscì a condurre con notevole abilità la battaglia difensiva; dopo la caduta di Mussolini il 25 luglio 1943 prese la completa direzione dei pochi reparti italiani ancora combattivi e riuscì a stabilizzare temporaneamente la situazione. Adottando abili tattiche difensive, il generale prima fermò la marcia dei britannici del generale Bernard Montgomery sulla linea dell'Etna, quindi estese le sue posizioni verso nord e arrestò anche la rapida avanzata delle truppe americane del generale George Patton sulla cosiddetta linea di San Fratello imperniata sui capisaldi di Troina e Santo Stefano. Il feldmaresciallo Kesselring espresse il suo pieno apprezzamento per l'operato di Hube e nelle sue memorie scrive di una "collaborazione ideale" tra i due.
Nonostante i successi, Hube divenne presto consapevole che la situazione delle sue truppe era rischiosa e che sarebbe stato impossibile resistere a lungo di fronte alle crescenti forze anglo-americane; vennero quindi predisposti, con l'accordo del feldmaresciallo Kesselring e dello stesso Hitler, piani dettagliati per organizzare un'evacuazione completa dalla Sicilia delle truppe tedesche. Hube non si fece sorprendere da alcune operazioni di sbarco sulla costa settentrionale siciliana effettuate dal nemico per minacciare le sue retrovie, contrastò duramente gli attacchi americani e diede inizio al suo piano per ritirare attraverso lo stretto di Messina le divisioni tedesche; il generale organizzò una serie di linee difensive sempre più arretrate per rallentare l'avanzata anglo-americana e dal 10 agosto 1943 diresse personalmente la cosiddetta "operazione Lehrgang", l'evacuazione della Sicilia. La manovra ebbe pieno successo entro il 17 agosto: le potenti difese antiaeree schierate nella zona dello stretto misero in difficoltà le aviazioni alleati e protessero le truppe tedesche che poterono ripiegare sistematicamente in Calabria insieme a gran parte delle armi pesanti e dei materiali; circa 40.000 soldati tedeschi con 51 carri armati, 9.789 veicoli e 163 cannoni riuscirono ad evacuare l'isola e a trasferirsi sul continente, vennero anche trasportati in Calabria 62.000 soldati italiani con 227 veicoli e 41 cannoni. Hans Hube, dopo aver controllato tutta l'operazione, passò a sua volta lo stretto sull'ultima imbarcazione tedesca.
Per la sua abile condotta delle operazioni in Sicilia, Hube non ricevette riconoscimenti dall'alto comando tedesco mentre l'Italia gli conferì la decorazione della Gran Croce dell'Ordine militare di Savoia.

### Le ultime campagne all'est e la morte
Il 2 settembre 1943 Hube cedette temporaneamente il comando del 14º Panzerkorps al generale Hermann Balck; egli non fu quindi presente al momento dello sbarco a Salerno del 9 settembre 1943 ed alla successiva, dura battaglia che vide la partecipazione dei reparti della sua formazione ritirata dalla Sicilia. Dopo il ferimento in azione del generale Balck, Hube riprese il comando del 14º Panzerkorps e diresse con abilità la lenta ritirata delle sue truppe sotto il controllo supremo del feldmaresciallo Kesselring che intendeva rallentare gli Alleati prima di stabilizzare il fronte a sud di Roma. Hube trattenne sul fiume Volturno a partire dal 12 ottobre 1943 le forze americane del generale Mark Clark e nel frattempo predispose le successive linee di ripiegamento che vennero denominate Linea Barbara, Linea Bernhardt e Linea Gustav; Hube riteneva che la Linea Bernhardt fosse la più solida delle tre posizioni. Dopo abili combattimenti di retroguardia i tedeschi abbandonarono il Volturno il 15 ottobre e ripiegarono sulla Linea Bernhardt. Hube condusse la battaglia difensiva del 14º Panzerkorps fino al 22 ottobre 1943 quando venne richiamato in patria da Hitler e assegnato di nuovo al Fronte orientale dove avrebbe dovuto assumere il comando della 1. Panzerarmee schierata nel Gruppo d'armate Sud del feldmaresciallo Erich von Manstein.

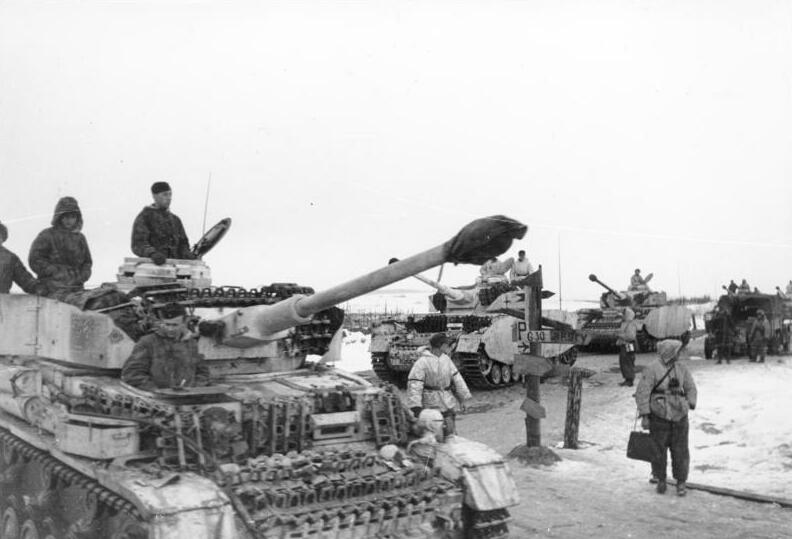
Reparto corazzato tedesco in movimento durante la dura campagna dell'inverno 1944 sul fronte orientale.

Il secondo periodo di comando di Hube sul fronte orientale fu caratterizzato da una serie di drammatiche battaglie invernali combattute dalle truppe tedesche per cercare di frenare le continue grandi offensive sferrate dall'Armata Rossa in Ucraina. All'inizio di gennaio 1944 Hube ricevette l'ordine urgente di trasferire la 1. Panzerarmee dall'ansa del Dnepr verso nord per contrattaccare le colonne corazzate sovietiche che avevano sfondato il fronte tedesco a ovest di Žitomir; dopo una difficile marcia di sganciamento Hube riuscì a concentrare le sue divisioni corazzate e contrattaccò riuscendo a frenare temporaneamente le punte avanzate nemiche. La tregua fu di breve durata; fin dal 25 gennaio 1944 l'Armata Rossa diede inizio alla grande battaglia di Korsun' e accerchiò due corpi d'armata tedeschi; Hube venne incaricato dall'alto comando di organizzare una forza corazzata di soccorso per cercare di sbloccare a qualsiasi costo le truppe accerchiate. L'azione, condotta in un clima invernale estremo, diede luogo a durissimi combattimenti che continuarono fino al 18 febbraio 1944. Le unità mobili di Hube non riuscirono, nonostante strenui sforzi, a raggiungere le truppe bloccate nella sacca che quindi dovettero cercare di aprirsi un varco autonomamente; solo una parte dei soldati riuscì a salvarsi, la maggior parte delle formazioni tedesche accerchiate furono distrutte dai sovietici.

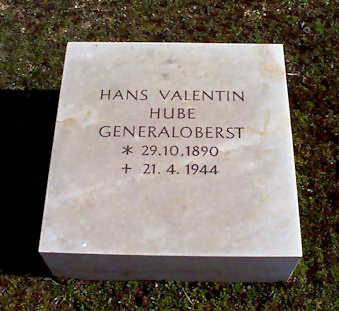
La tomba di Hans Hube a Berlino.

L'offensiva generale sovietica dell'inverno 1944 era ancora in corso ed entro poche settimane dalla fine della battaglia della sacca di Korsun', Hans Hube dovette affrontare al comando della 1. Panzerarmee una delle situazioni più difficili della sua carriera. Le armate corazzate sovietiche del maresciallo Georgij Žukov e del maresciallo Ivan Konev travolsero dal 5 marzo 1944 le linee appena ricostituite del precario fronte tedesco e avanzarono in profondità nonostante il terreno quasi impraticabile per il fango, raggiungendo e superando il Dnestr. Il 27 marzo 1944 Hube si trovò isolato nella regione di Proskurov (oggi Chmel'nyc'kyj) e Kamenec-Podol'skij con le truppe della 1. Panzerarmee; sopravvissuto fortunosamente all'accerchiamento di Stalingrado, il generale rischiava di nuovo di cadere in trappola. Le truppe accerchiate al comando di Hube erano costituite da ventidue divisioni, tra cui le migliori Panzer-Division ancora efficienti nel settore meridionale del fronte orientale. Il generale decise subito di concentrare le sue forze, abbandonare materiali ed equipaggiamenti superflui e cercare di conservare la mobilità dell'armata con il carburante disponibile; da Rastenburg arrivarono ordini di mantenere le posizioni e di contrattaccare per riaprire le comunicazioni, ma il feldmaresciallo von Manstein era invece intenzionato ad ordinare alla 1. Panzerarmee di ripiegare con urgenza verso ovest, mentre Hube a sua volta propose di ripiegare con tutte le sue forze verso sud. Dopo una serie di discussioni al quartier generale di Hitler, mentre l'armata accerchiata riceveva modesti rifornimenti per via aerea, il feldmaresciallo von Manstein riuscì a convincere il Führer e Hube ricevette l'ordine di ritirarsi con la 1. Panzerarmee verso ovest.
Le truppe accerchiate, la cosiddetta "sacca mobile Hube", iniziarono quindi una difficile ritirata verso ovest per 200 chilometri attraverso un terreno innevato, in parte paludoso e solcato da almeno quattro grandi corsi d'acqua; i reparti tedeschi dovettero spesso aprirsi la strada combattendo e si trovarono in grave difficoltà. L'alto comando sovietico intimò ripetutamente la resa, ma l'armata riuscì lentamente ad aprirsi un varco, mantenendo la coesione e riuscendo a salvare buona parte dei veicoli e dell'equipaggiamento. Il 6 aprile 1944 la sfibrante ritirata si concluse con successo; i reparti della 1. Panzerarmee sfruttarono alcuni errori tattici del comando sovietico, superarono gli ultimi sbarramenti e presero contatto con le forze corazzate Waffen-SS che il feldmaresciallo Walter Model, successore del feldmaresciallo von Manstein, aveva fatto avanzare in soccorso da ovest. Hans Hube diresse con tenacia e coraggio le sue truppe durante la ritirata e riuscì a salvare l'armata; per la sua abilità e il suo valore è stato paragonato dallo storico francese Raymond Cartier al maresciallo Michel Ney, protagonista della ritirata di Russia nel 1812.
Adolf Hitler ricevette Hube a Berchtesgaden il pomeriggio del 21 aprile 1944 per congratularsi della riuscita della drammatica ritirata della sua armata dalla sacca di Kamenec-Podol'skij ed esprimendogli il suo grande apprezzamento, lo promosse generaloberst, assegnandogli i diamanti per la Croce di cavaliere: fu il tredicesimo soldato della Wehrmacht a ottenere questa altissima decorazione. Il giorno precedente Hitler aveva informato i suoi collaboratori che stava prendendo in considerazione la possibilità di nominare Hube comandante in capo dell'esercito tedesco. La sera stessa invece Hans Hube morì in un incidente aereo durante la fase di decollo dell'aereo destinato a riportarlo al suo quartier generale al fronte orientale a Thundorf di Ainring in Baviera.
Hans-Valentin Hube, coraggioso e tenace combattente protagonista di alcune delle più difficili e sanguinose battaglie combattute dall'esercito tedesco, è stato considerato da alcuni storici "uno dei maggiori specialisti della Wehrmacht in fatto di guerra con mezzi corazzati". Durante la guerra più volte Adolf Hitler espresse la sua alta considerazione per Hube; ancora il 24 febbraio 1945 manifestò il suo dispiacere per la morte del generale, lamentando la mancanza di altri generali "fatti dello stesso legno di quercia".